# Arnika
Die Echte Arnika (Arnica montana), auch Bergwohlverleih genannt, ist eine Pflanzenart aus der Gattung Arnika innerhalb der Familie der Korbblütler (Asteraceae). Sie gedeiht in den Gebirgen Europas und steht unter Naturschutz.
Die Echte Arnika wurde zur Blume des Jahres 1986 und zur Arzneipflanze des Jahres 2001 gewählt. Sie gilt als Giftpflanze.

## Beschreibung

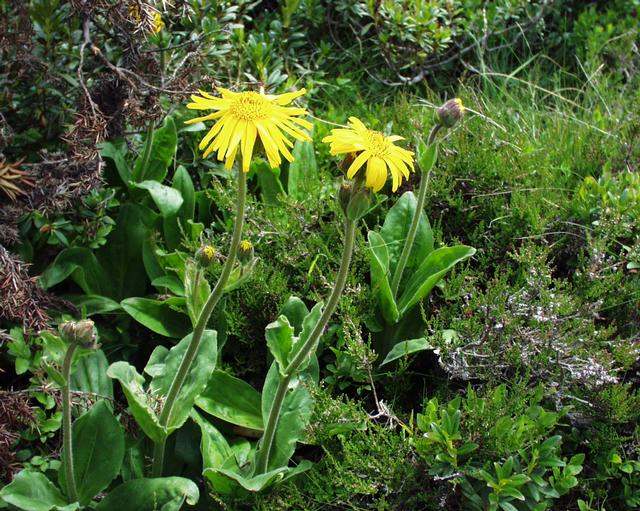
Bergwohlverleih (Arnica montana) hat gegenständige Laubblätter

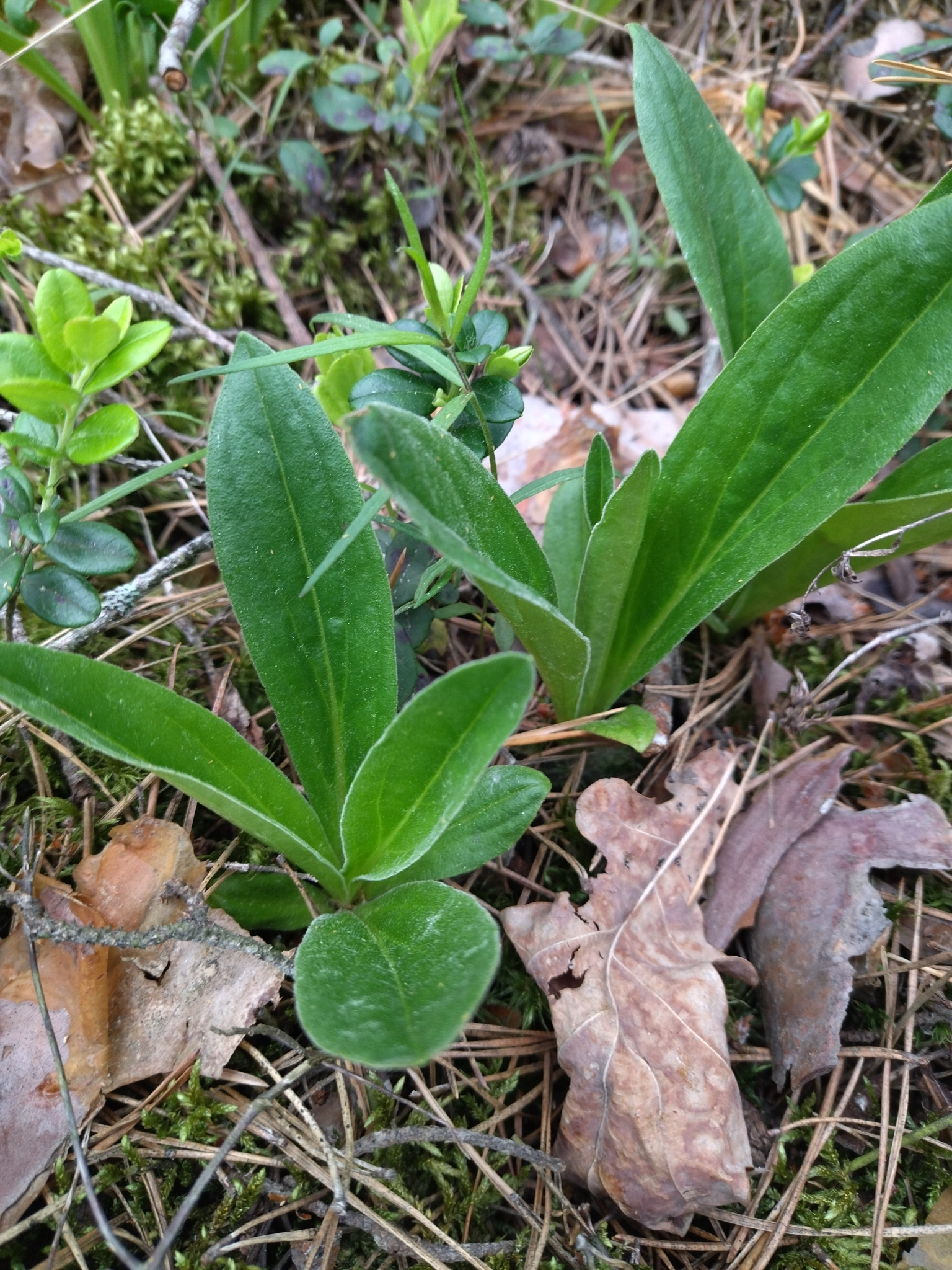
Vor der Bildung des Blütenstandes

### Vegetative Merkmale
Die Echte Arnika ist eine aromatisch duftende, sommergrüne, ausdauernde krautige Pflanze und erreicht Wuchshöhen von 20 bis 60 Zentimetern. Sie bildet unterirdische Rhizome und breitet sich damit auch klonal aus. Der drüsenhaarige Stängel ist einfach oder höchstens wenigästig verzweigt und besitzt meist ein bis zwei, selten drei gegenständige Paare Laubblätter. Diese Gegenständigkeit der Stängelblätter ist innerhalb der Korbblütengewächse eher eine Ausnahme, findet sich aber auch beim Wasserdost und unter den bekannteren Zierpflanzen bei den Studentenblumen (Tagetes). Die Grundblätter sind in Rosetten angeordnet und eiförmig bis lanzettlich und ganzrandig. Die Blattspreiten sind vier- bis siebennervig und behaart.

### Generative Merkmale

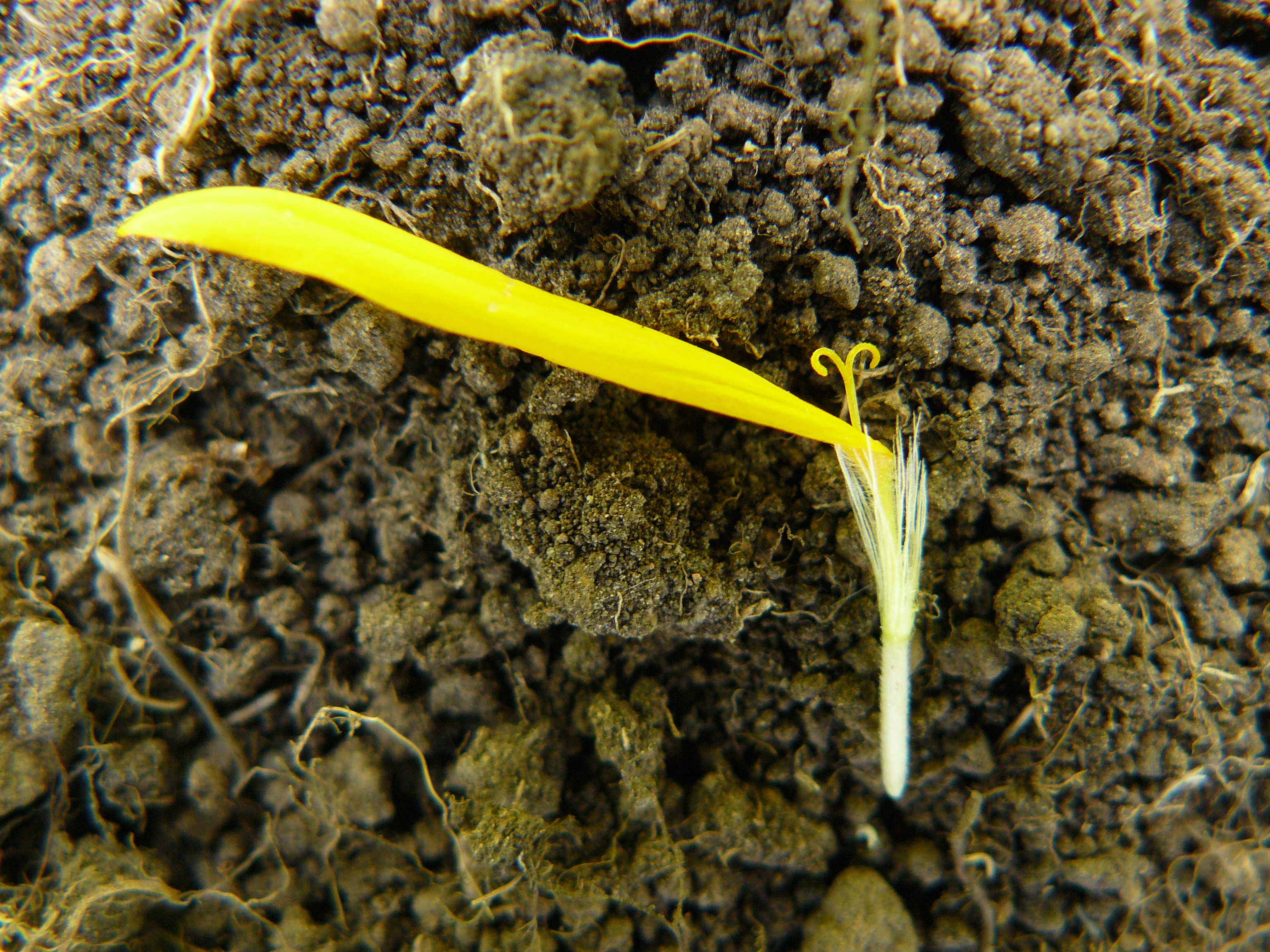
Eine Arnika-Zungenblüte

Die Blütezeit reicht in Mitteleuropa von Mai bis August. Die meist einzeln stehenden körbchenförmigen Blütenstände weisen einen Durchmesser von 4,5 bis 8 Zentimetern auf. Der Korbboden ist behaart und trägt dottergelbe Röhrenblüten sowie randlich oft 14 bis 17 Zungenblüten.
Die Achänen besitzen einen einteiligen rauen, 8 Millimeter langen und blassgelben Pappus, der sich bei Trockenheit spreizt.
Die Chromosomenzahl beträgt 2n = 38.

## Ökologie

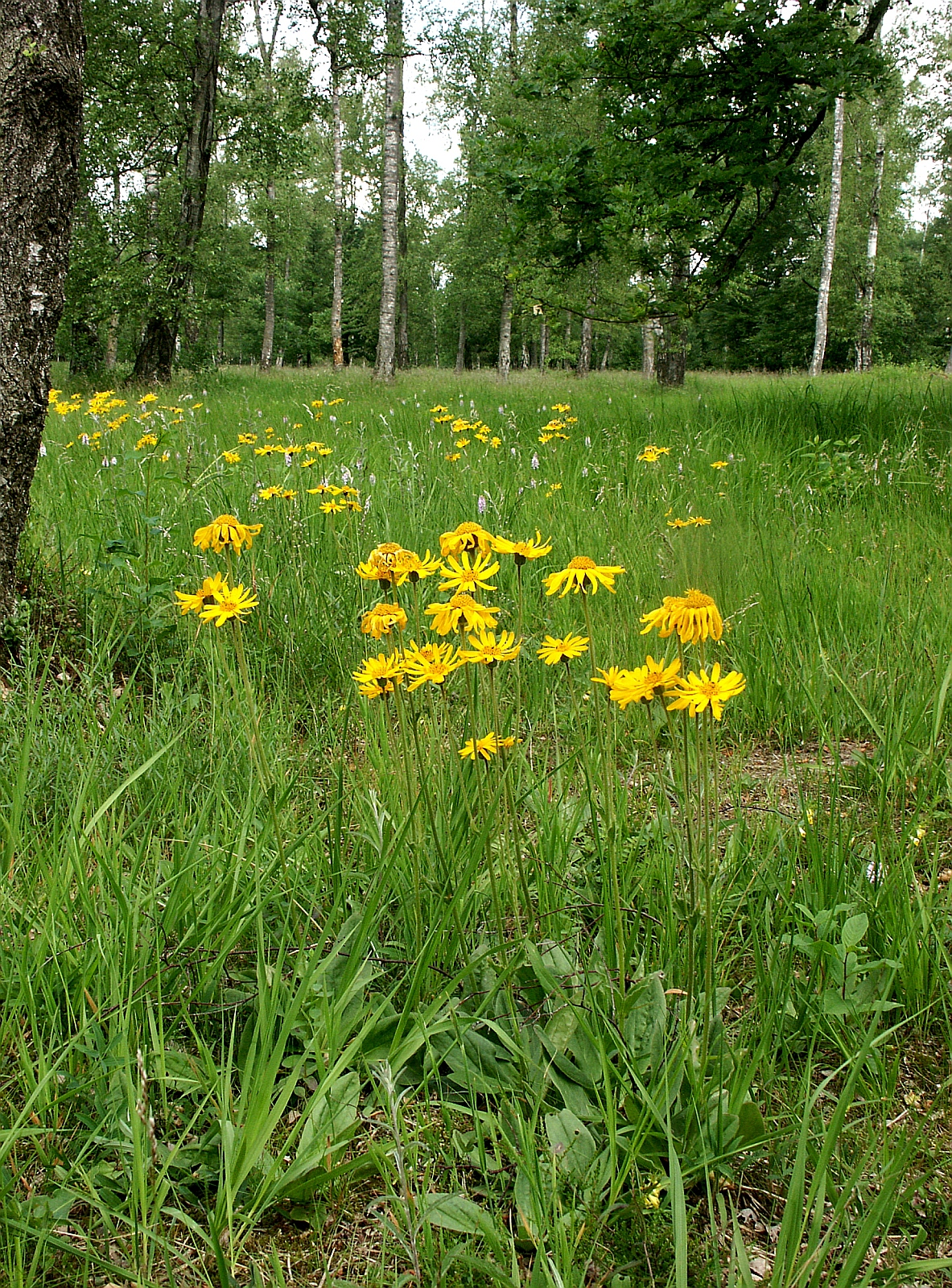
Ein Arnikastandort im Schwäbisch-Fränkischen Wald

Die Echte Arnika ist ein Hemikryptophyt und eine Halbrosettenpflanze mit Speicher-Rhizom.
Blütenökologisch handelt es sich um den „Körbchenblumentyp“. Die weiblichen Zungenblüten sind durch die Carotinoide, Lutein und Xanthophylle orangegelb gefärbt; ebenso wie die zwittrigen Röhrenblüten. Die Blüten riechen aromatisch. Als Besucher und Bestäuber werden vor allem Mistbienen beobachtet; außerdem Tagfalter wie Kleiner Fuchs und Tagpfauenauge. Auch Selbstbestäubung findet statt.
Die Diasporen breiten sich aus als Schirmchenflieger und Wasserhafter, auch Zufallsverbreitung durch Weidetiere findet statt. Die Pflanzen werden von Weidetieren verschmäht; auf Urgesteinsböden im Bergland können sie deshalb bei Massenentfaltung jegliche Beweidung verhindern. Fruchtreife ist von August bis Oktober.

## Vorkommen
Das Verbreitungsgebiet umfasst die Alpen, Pyrenäen bis zum Balkan sowie eine nördliche Verbreitung bis Südskandinavien und ins Baltikum. Die Echte Arnika bevorzugt saure und magere Wiesen und ist kalkmeidend. Man findet sie auch in lichten Wäldern. Sie ist von der Tallage bis in Höhenlagen von 2800 Meter anzutreffen. Sie ist in Mitteleuropa eine Charakterart der Ordnung Nardetalia. Sie besiedelt außerdem frische bis wechselfrische, lichte bis sonnige, nährstoffarme und bodensaure Borstgrasrasen, Heiden, Bergwiesen und auch Moore mit Ton-, Lehm- oder Torfböden.
In den Allgäuer Alpen steigt sie im Tiroler Teil zwischen Bernhardseck und Mutte bei Elbigenalp bis in eine Höhenlage von 2100 Meter auf. Im Val da Barcli bei Zernez erreicht die Echte Arnika sogar eine Höhenlage von 2830 Meter.

## Gefährdung und Schutz
| Erhaltungszustände für Arnica montana (Berichtszeitraum 2007–2012) |     |     |
| EU-Land | ALP | CON |
| Belgien | --- |     |
| Deutschland |     |     |
| Frankreich |     |     |
| Italien |     |     |
| Luxemburg | --- |     |
| Österreich |     |     |
| Polen |     |     |
| Rumänien |     | --- |
| Slowenien |     |     |
| Spanien |     | --- |
| Tschechien | --- |     |
| ALP = alpine biogeografische Region, CON = kontinentale biogeografische Region, GRÜN = günstiger Erhaltungszustand, ORANGE = unzureichender Erhaltungszustand, ROT = schlechter Erhaltungszustand, --- = der Mitgliedsstaat hat keinen Anteil an der jeweiligen biogeografischen Region |     |     |

In Belgien, Luxemburg, Kroatien sowie in Bosnien und Herzegowina gilt Arnica montana als vom Aussterben bedroht, die Niederlande und Belarus stufen Arnika als stark gefährdet ein. In Deutschland, Litauen, Lettland, Estland, Rumänien sowie in Kaliningrad (Russland) gilt die Art als gefährdet und steht in Deutschland auf der Roten Liste gefährdeter Arten auf Stufe 3. Als „potenziell gefährdet“ wird Arnica montana in Norwegen und Dänemark eingestuft.
In Österreich geht man laut WWF-Artenlexikon nicht von einer Gefährdung aus. Neuere Rote Listen der Bundesländer zeigen jedoch die zum Teil starken Verschlechterungen in den letzten Jahren. So kategorisiert die Rote Liste Oberösterreichs (2009) Arnica montana in der Böhmischen Masse als „stark gefährdet“, in den Alpen als „gefährdet“ und im Alpenvorland als „vom Aussterben bedroht“. Diese Verschlechterungen finden in der Bewertung des Erhaltungszustands (2013) nach Artikel 17 der FFH-Richtlinie ihren Niederschlag: Für die alpine Region Österreichs wird der Erhaltungszustand als „unzureichend“ und für die kontinentale Region als „schlecht“ eingestuft, jeweils mit weiterhin negativem Trend. In Deutschland ist die Arnika als eine nationale Verantwortungsart innerhalb der Nationalen Strategie zur biologischen Vielfalt der Bundesregierung eingestuft. Wie sich 2017 herausstellte sind die Arnika-Bestände in Norddeutschland genetisch verarmt.
Durch züchterische Bemühungen ist es inzwischen gelungen, eine Sorte mit dem Namen ‚Arbo‘ von Arnica montana zu entwickeln, die für den Feldanbau geeignet ist, so dass die Wildvorkommen bei der Sammlung für medizinische Zwecke geschont werden können. Die Hauptgefährdungsursache für Arnica montana stellt aber weniger die Ernte der Blütenkörbe dar, als viel mehr die nach wie vor anhaltende Zerstörung ihres Lebensraums, nämlich artenreichen Borstgrasrasens.
Auch Bemühungen im Bereich der Vermehrung zeigen im Rahmen eines im Bundesprogramm Biologische Vielfalt geförderten Projektes Erfolge. Ziel ist es, den starken Rückgang der Arnika-Bestände im Bayerischen Vogtland und Fichtelgebirge zu stoppen. Dazu werden im Projektgebiet gesammelte Arnika-Samen auf vorbereiteten Ansaatstellen ausgebracht und erprobt, was für eine erfolgreiche Ansaat notwendig ist.

## Systematik
Die Erstveröffentlichung von Arnica montana erfolgte 1753 durch Carl von Linné in Species Plantarum S. 884.
Je nach Autor gibt es etwa zwei Unterarten:
- Arnica montana L. subsp. montana: Ihre Blütenkörbe haben einen Durchmesser von 5 bis 8 Zentimetern. Die Zahl der Hüllblätter ist 18 bis 24.[19]
- Arnica montana subsp. atlantica A.Bolòs: Ihre Blütenkörbe haben einen Durchmesser von 4 bis 5 Zentimetern. Die Zahl der Hüllblätter ist 11 bis 18.[19] Sie kommt in Portugal, Spanien und Frankreich vor.[1]

## Arnika als Heilpflanze

### Inhaltsstoffe und Wirkungen

Strukturformel von 11α,13-Dihydrohelenalin, das als Inhaltsstoff in Arnikablüten an der OH-Gruppe mit niederen Fettsäuren verestert ist, beispielsweise mit einer Acetyl-, Isobutyryl-, Tigloyl- oder Isovalerylgruppe.

Arnikablüten enthalten als Hauptwirkstoffe Sesquiterpenlactone in veresterter Form, insbesondere Helenalin- und Dihydrohelenalin-Ester, die entzündungshemmend und antimikrobiell wirken. Pflanzen in mitteleuropäischen Gebieten enthalten mehr Helenaline, im spanischen Raum dominieren Dihydrohelenaline.
Wegen der Toxizität von Helenalin bzw. Dihydrohelenalin sollten Tinkturen und Auszüge aus Arnikablüten nicht als Selbstmedikation innerlich angewendet werden. Eine orale Applikation sollte abgelehnt werden, da die innere Anwendung wegen der geringen therapeutischen Breite nicht ratsam ist. Auch Arnikablüten im Tee können zu Vergiftungen führen. Bei der Maus ist bekannt, dass zu hohe Dosen an Dihydrohelenalin zum Herzstillstand führen; ebenso können Helenaline eine schädigende Wirkung auf das Herz haben.
Daneben enthalten die gelben Blütenkörbe der Arnika Flavone, Flavonole und ätherisches Öl, u. a mit Thymol, Thymolmethylether, Azulen. Darüber hinaus wurden in Arnikablüten Triterpene, Phenolcarbonsäuren und Polysaccharide identifiziert; außerdem die Terpenoide 2,5-Dimethoxy-p-cymol, Arnicolide A, B, C und D sowie Arnifolin.
Die in Arnika enthaltenen Flavonoide und Triterpendiole zeigen – äußerlich angewendet – ebenfalls antiphlogistische Wirkung. Ein Kontakt mit Augen und offenen Wunden ist zu vermeiden. Die Inhaltsstoffe der Arnika können allergische Reaktionen hervorrufen (Juckreiz, Hautausschlag, Blasenbildung, allergisches Kontaktekzem, Kontaktdermatitis). Helenalin bzw. seine Ester wirken sensibilisierend und damit allergen. Auch das Laub und dessen Arnicin genannter Extrakt kann Hautreizungen hervorrufen.

### Verwendung

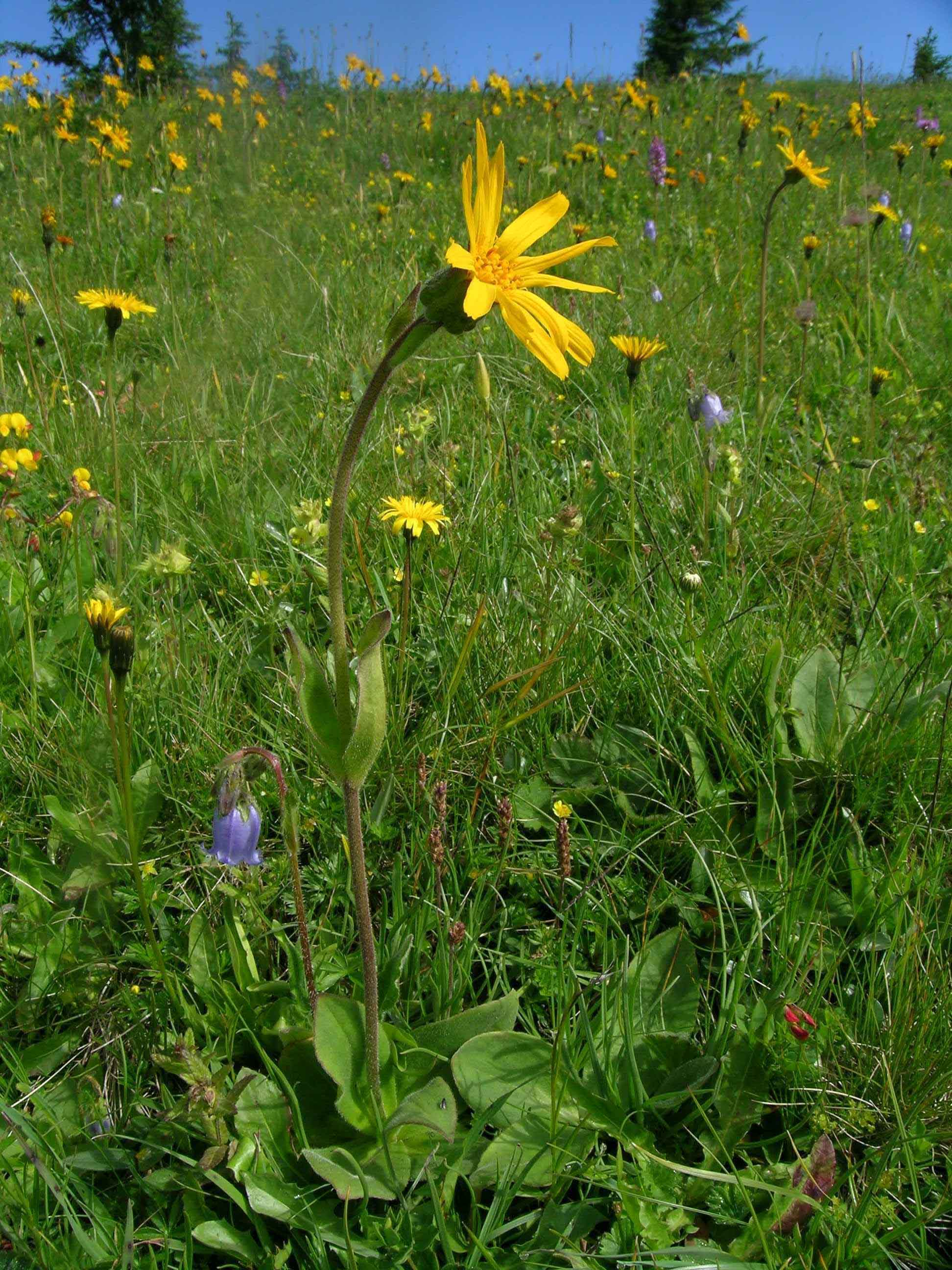
Borstgrasrasen mit Arnika

Den antiken Schriftstellern war Arnika als Heilpflanze nicht bekannt. Die wohl früheste Erwähnung findet sich bei Hildegard von Bingen. Bei der von ihr als „Wolfsgelegena“ bezeichneten Pflanze könnte es sich um die Arnika handeln. Ab dem 18. Jahrhundert wurde Arnika tatsächlich bei Beschwerden und Krankheiten eingesetzt. Das Anwendungsspektrum war weit gefächert, neben Blutergüssen und allgemeinen Verletzungen wurden auch Krampfadern, Venenentzündungen, Gicht und Rheuma behandelt. Außerdem fand eine Verwendung als Analeptikum und Stimulans statt. Häufig wurde es auch missbräuchlich als Abortivum benutzt.
„Heutzutage“ wird Arnika zur äußeren Anwendung bei Verletzungen und bei rheumatischen Muskel- und Gelenkbeschwerden verwendet.
Bei der äußeren Anwendung wird am häufigsten eine (alkoholische) Tinktur hergestellt. Hierbei gehen die meisten Sesquiterpenlactone in Lösung. Auf Wasserbasis kann man auch einen „wässrigen Auszug“ verwenden, bei dem 75 % der Sesquiterpenlactone in Lösung gelangen. Tinkturen bzw. Auszüge zur äußeren Anwendung wirken antimikrobiell und antiphlogistisch.
Da die innere Anwendung nicht zugelassen ist, wurden sehr viele Teepräparate vom Markt genommen. Nur zur äußeren Anwendung sind diese erlaubt, wenngleich nicht zum Dauergebrauch. Hierbei wurden Arnikablüten mit kochendem Wasser überbrüht und ausgesiebt. Heutzutage ist die Teebereitung indes nicht mehr so gebräuchlich.

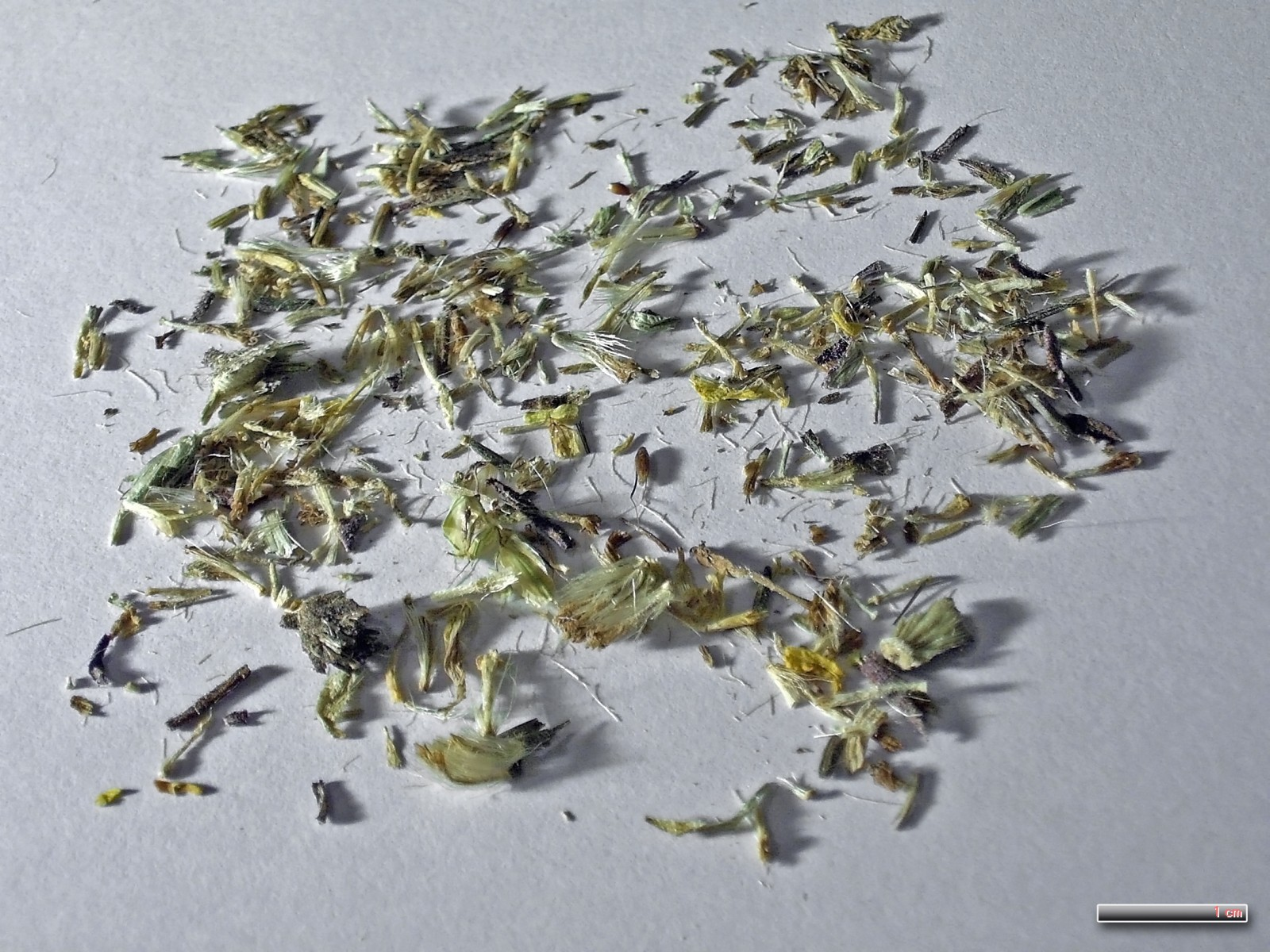
Arnika in Form der Blütendroge (Arnicae flos)

Als Droge werden folgende Bestandteile genutzt:
- Arnica-montana-Blüten[23] (Arnicae flos, Flores Arnicae, Flores Calendulae alpinae, Flores Plantagines montanae, Flores Ptarmicae, Flores Alismae, Flos Arnicae); Arnikablüten (Bergwurzblumen, Bergwurzelblumen, Blutblumen, Engelblumen, Engelkraut, Gamsblumen, Fallkrautblumen, Wohlverleihblüten, Wolfsblüten), die getrockneten, ganzen oder teilweise zerfallenen Blütenstände bzw. Blütenkörbchen. Die hauptsächlich genutzte Droge, vor allem für Arnikatinktur.
- Arnicae herba[23] (Arnicae folium, Folia Arnicae, Herba Arnicae, Herba Doronicae germanici); Arnikakraut (Arnikablätter, Engelskraut, Fallkraut, Gamskraut, Wohlverleihkraut), im Mai vor der Blüte gesammelte, getrocknete grundständige Blätter, die fast stängelfrei in den Handel kommen. Wird selten und nur in der Volksmedizin verwendet, innerlich bei Fieber und äußerlich als Wundheilmittel.
- Arnicae radix[23] (Arnicae rhizoma, Radix Arnicae, Radix Doronici germanici, Rhizoma Arnicae); Arnikawurzel (Bergwohlverleihwurzel, Mutterwurz, Stichwurz, Wohlverleihwurzel), der getrocknete „Wurzelstock“ mit den Wurzeln. Wird vor allem in der Volksmedizin verwendet, als Anregungsmittel für den Kreislauf, bei Erschöpfung, Rheumatismus, Infektionskrankheiten, äußerlich bei Schnitt- und Stoßverletzungen. Die Wirkung ist schlecht erforscht. Aus den Wurzeln isolierte essentielle Öle hatten bakterizide und fungizide Wirkung.[24]

Echte Arnika wurde früher dem Schnupftabak zugesetzt, denn die getrockneten Blätter reizten die Nasenschleimhäute. Gemeinsam mit Huflattich und Königskerzenblüten wurde Arnika auch als Kräutertabak geraucht.
Besonders in der Homöopathie werden Arnika-Potenzen häufig bei Blessuren (Ekchymose) eingesetzt. Zahlreiche wissenschaftliche Studien konnten, wie bei allen homöopathischen Arzneimitteln, keinen Nutzeffekt dieser Präparate gegenüber Placebo feststellen, weder präventiv noch therapeutisch.

### Gewinnung
Da es schwierig ist, Arnika in größeren Mengen für die Heilmittelherstellung anzubauen, werden für die Herstellung etwa von Arnikaölen von Naturheilmittelherstellern wild gesammelte Blüten in größeren Mengen verwendet. Die Firma Weleda etwa bezieht einen großen Teil ihres Jahresbedarfes von 1300 kg getrockneten Arnikablüten aus den rumänischen Karpaten. Dort sammeln Bauern in einem Anbauprojekt der Umweltschutzorganisation WWF und der Weleda AG rund 5.000 Kilogramm frische Arnikablüten im Jahr.
Wegen der Schwierigkeiten beim Anbau wurde zwischenzeitlich auch die nordamerikanische Wiesen-Arnika (Arnica chamissonis Less subsp. foliosa (Nutt.) Mag.) verwendet, die jedoch weniger Inhaltsstoffe enthält. Es ist gelungen, die Sorte „Arbo“ von Arnica montana zu züchten. Diese Sorte kann auf Feldern angebaut werden. Auf diese Weise werden die Wildvorkommen geschont.

## Kulturelle Bedeutung

### Arnika im Aberglauben

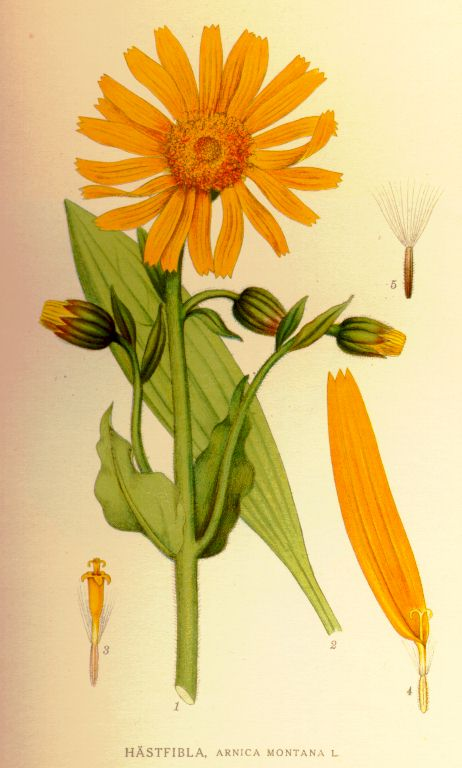
Illustration aus C. A. M. Lindman: Bilder ur Nordens Flora

Hildegard von Bingen führt die Pflanze „wolfesgelegena“ als starkes Aphrodisiakum an, die meist, jedoch wahrscheinlich zu Unrecht, als Arnika gedeutet wird. Sie schrieb: „Wenn ein Mann oder eine Frau in Liebe erglüht, dann wird, wenn jemand sie oder ihn auf der Haut mit Wolfesgelegena berührt, der Berührte in der Liebe zum anderen verbrennen, und wenn das Kraut vertrocknet ist, dann werden Mann oder Frau durch die Liebesglut fast rasend, so dass sie schließlich unsinnig werden.“
Die Arnika zählt zu den alten Zauberpflanzen, worauf einige volkstümliche Namen hindeuten, z. B. Donnerwurz, Wolfsbanner, Johannisblume. Als leuchtend gelb blühende Pflanze spielte sie früher im Kult der Sommersonnenwende eine Rolle. Viele dieser heidnischen Bräuche gingen dann ins volkstümliche Brauchtum über. So galten z. B. die am Johannistag, also dem 24. Juni, dem Tag der Sonnenwende, gesammelten Blüten als besonders heilkräftig.
Am Vorabend des Johannistags steckten Bauern Arnikasträuße an die Ecken ihrer Getreidefelder. Dies sollte den „Bilmesschnitter“ davon abhalten, das Getreide zu vernichten. Dieser war ein Korndämon und ging besonders gerne um die Zeit der Sommersonnenwende über die Getreidefelder und legte dort die Halme um. Dieser Aberglaube beruht aber wahrscheinlich auf guter Beobachtungsgabe, denn auf Arnikapflanzen legt die Arnikafliege (Trypeta arnica), ein Getreidenützling, die Eier ab.
In einigen Gegenden zählt Arnika auch zu den Blumen, die in den Strauß der Kräuterweihe an Maria Himmelfahrt, dem 15. August, gehörten. Damit zählt Arnika zu den Marienpflanzen. Möglicherweise war sie schon in vorchristlicher Zeit der Muttergöttin Freyja (oder Freia) zugeordnet.

### Philatelie

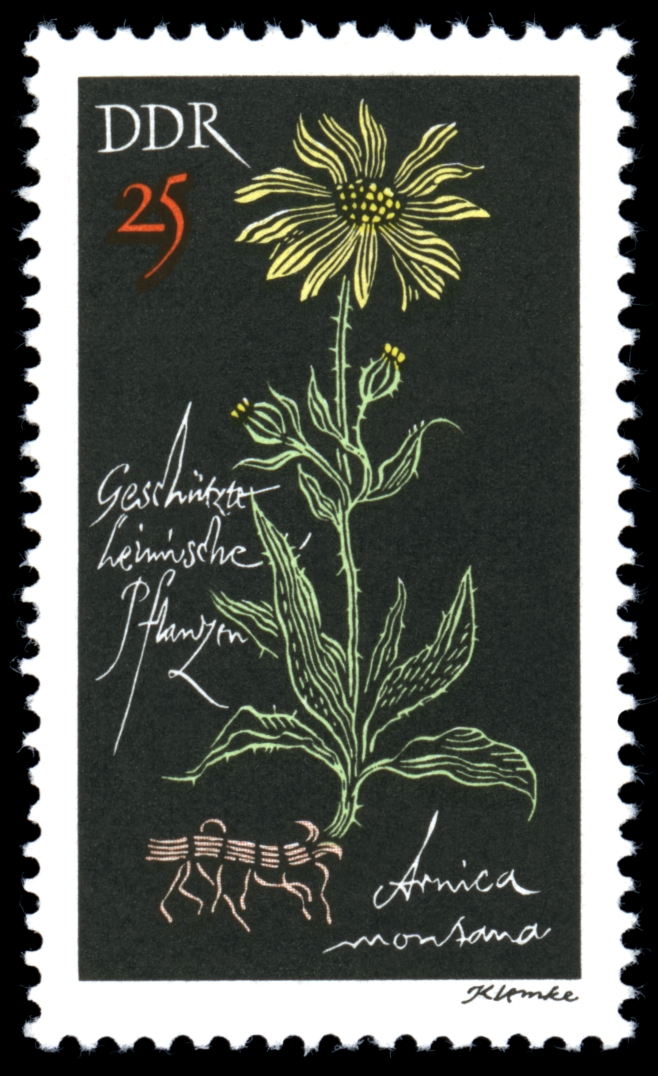
Briefmarke aus der 1966 erschienenen Serie Geschützte heimische Pflanzen

Am 15. Oktober 1975 erschien im Rahmen der jährlichen ausgegebenen Wohlfahrtsmarken eine Abbildung einer Arnika als Motiv (Michel-Nr. 511).
Die Arnika ist Hauptbestandteil der Bildmarke des Naturparks Thüringer Wald. Hier kommt die Arnika auf den Bergwiesen besonders häufig vor.

### Trivialnamen
Für Arnica montana L. sind eine Reihe von Trivialnamen bekannt: Bergwohlverleih, Engelkraut, Fallkraut, Kraftwurz, Wundkraut, Wolfsblume, Arnica flower (englisch), Leopard's bane (englisch), Mountain tobacco (englisch), Fleur d'arnica (franz.)
Im deutschsprachigen Raum werden oder wurden für diese Pflanzenart, zum Teil nur regional, auch folgende weitere Trivialnamen verwendet: Bergwegebreit, Bergwurz (Stauf bei Leiningen), Bluttrieb (Schlesien), Cathreinwurz (Fusch im Pinzgau), Engelkraut (Elsass), Engeltrank (Preußen, Lausitz), Färberblume (Augsburg), Fallkraut (Thüringen, Schlesien, Schwaben, Zittau), Fallkrut (Rendsburger Apotheke), Feuerblume (Eifel, Kelberg), fruen Melkkrut, Gehannesblaume, Gemsblume (Berner Oberland), Gemschenwurz, Gemschwurze (Bern), Hundstod (Schlesien), Johannisblume (Elsass, Thüringen), große gelbe Johannisblume (Fichtelgebirge, Schlesien), geel St. Johannisblumen, Johanniskraut (Bayern, Elsass), Johanniswurzen, Kraftrosen (Kärnten), Kraftwurz (Lungau), Laugenkraut, groß Lucankraut, St. Luciuskraut (Elsass), Marienkraut, Marientrank, Münchskappe, Münchswurz, Mutterwurz, Minderblume (Entlebuch), Schmeerblumen, Schneeberger (Prättigau in Graubünden), Schnupftabacksbleum (Eifel bei Nürnberg, Wössleinbach), Sonnerwirbel (Elsass), Sterenblume (Graubünden), Sternanis (Graubünden), Stichkraut (Schlesien, Rendsburger Apotheke), Verfangkraut, Waldbleum, wilder Wegerich (bei Bergell in Graubünden), dat Wohverlei (Tirol), Wolferley (Ostpreußen), Wolfes (mittelniederdeutsch), Wolfis (mittelniederdeutsch), Wolffelein (Ostpreußen, erwähnt bereits im Jahr 1590), Wolfilegia (althochdeutsch), Wolfsblome (Rendsburger Apotheke), Wolfsdistel (mittelhochdeutsch), Wolfzeilisa (althochdeutsch), Wollvor (bei Mecklenburg), Wolv (Danzig, Sachsen), Wolverley (Schlesien, mittelhochdeutsch), Wolvesdistel (mittelhochdeutsch), Wolvestisteln (althochdeutsch), Wolveszeiseln (althochdeutsch), Wolveszeisil (althochdeutsch), Wolveszeisiln (althochdeutsch, zeisiln im Sinne von Schwanz), Wolvisgelegena, Wulferley (Mecklenburg), Wulfsblöme (Ostfriesland), Wullvorley (Mecklenburg), Wulverling und Wulwesblaume (Göttingen).